# آغبلاغ (اشنویه)
آغبلاغ، روستایی از توابع بخش مرکزی شهرستان اشنویه در استان آذربایجان غربی ایران است.

## جمعیت
این روستا در دهستان دشت بیل قرار دارد و براساس سرشماری مرکز آمار ایران در سال ۱۳۹۵، جمعیت آن ۱۲۹۵ نفر (۳۷۵ خانوار) بوده‌است.